# 僻地
| ウィキペディアには「僻地」という見出しの百科事典記事はありません（タイトルに「僻地」を含むページの一覧/「僻地」で始まるページの一覧）。 代わりにウィクショナリーのページ「僻地」が役に立つかもしれません。 |